# Хендриксон, Эзра
Эзра Хендриксон (англ. Ezra Hendrickson; 16 января 1972, Лею, Сент-Винсент и Гренадины) — футбольный тренер и бывший футболист. Известен по выступлениям за ряд клубов MLS и сборную Сент-Винсента и Гренадин.

## Биография

### Клубная карьера
Играть в футбол начал в США в команде «Дрейк Буллдогс», представлявшей Университет Дрейка. Окончив университет, в 1994 году играл за любительский клуб «Де-Мойн Менис». В 1995 году подписал свой первый профессиональный контракт с клубом «Нью-Орлиенз Ривербоут Гамблерс», где провёл два года. По итогам сезона 1996 был признан защитником года в USISL Select League. В феврале 1997 года на дополнительном драфте MLS Хендриксон был выбран под пятым номером клубом «Метростарс», но в августе того же года, после восьми проведённых матчей, он был отчислен из «Метрос», после чего был выбран из списка отказов клубом «Лос-Анджелес Гэлакси». В «Гэлакси» прошёл лучший этап в карьере футболиста. За шесть лет в клубе Хендриксон сыграл более 100 матчей в MLS, стал победителем лиги в 2002 году и обладателем Кубка США в 2001, а также выиграл Кубок чемпионов КОНКАКАФ 2000 года, в финальном матче которого отметился дублем и помог своей команде добиться победы над гондурасской «Олимпией» со счётом 3:2.
11 июля 2003 года «Лос-Анджелес Гэлакси» обменял Эзру Хендриксона и Гэвина Глинтона с пиком первого раунда супердрафта 2004 в «Даллас Бёрн» на Пола Брума, Райана Суареса и Антонио Мартинеса. В клубе он провёл полсезона, сыграл в 16 матчах, забил один гол и отдал одну голевую передачу. 2 марта 2004 года «Даллас Бёрн» отчислил Хендриксона.
7 мая 2004 года Хендриксон подписал контракт с клубом Эй-лиги «Чарлстон Бэттери». 23 июня 2004 года вернулся в высшую лигу, подписав контракт с «Ди Си Юнайтед», после того как вашингтонский клуб выменял права на него в MLS у «Даллас Бёрн» на пик пятого раунда супердрафта MLS 2005. 19 ноября 2004 года на драфте расширения MLS был выбран клубом «Чивас США». 28 апреля 2006 года перешёл в «Коламбус Крю» в обмен на условный пик супердрафта MLS 2007. 8 января 2009 года Эзра Хендриксон объявил о завершении карьеры футболиста.

### Карьера в сборной
С 1995 по 2008 год являлся игроком сборной Сент-Винсента и Гренадин и провёл за команду 123 матча, в которых забил 2 гола. В 1996 году был в составе сборной на Золотом кубке КОНКАКАФ, где принял участие в обоих матчах группового этапа против сборной Мексики (0:5) и сборной Гватемалы (0:3).

### Тренерская карьера
После завершения игровой карьеры был приглашён в тренерский штаб «Сиэтл Саундерс», главным тренером которого был Зиги Шмид. Под его руководством Хендриксон выступал за «Лос-Анджелес Гэлакси» и «Коламбус Крю». В должности ассистента главного тренера Хендриксон провёл пять лет, после чего, в 2015 году, был назначен главным тренером фарм-клуба «Сиэтл Саундерс 2», выступавшего в USL.
С 2015 по 2018 год также работал ассистентом в национальной сборной Сент-Винсента и Гренадин.
В январе 2018 года перешёл в тренерский штаб «Лос-Анджелес Гэлакси», где воссоединился со Шмидом. После отставки Шмида продолжил ассистировать временному главному тренеру Доминику Кинниру. В январе 2019 года, после назначения Гильермо Барроса Скелотто, покинул «Гэлакси».
3 июля 2019 года вошёл в тренерский штаб «Коламбус Крю» в качестве ассистента главного тренера Кейлеба Портера.
24 ноября 2021 года Хендриксон был назначен главным тренером «Чикаго Файр». В сезоне 2022 клуб не смог пробиться в плей-офф. 8 мая 2023 года «Чикаго Файр» уволил Хендриксона. К этому времени, после 11 туров сезона 2023, клуб занимал 14-е, предпоследнее, место в таблице Восточной конференции с 11 очками, а в последнем матче потерпел поражение от «Нэшвилла» со счётом 0:3.

## Достижения
«Лос-Анджелес Гэлакси»
- Победитель MLS (1): 2002
- Финалист MLS (2): 1999, 2001
- Supporters’ Shield (2): 1998, 2002
- Обладатель Открытого кубка США: 2001
- Финалист Открытого кубка США: 2002
- Обладатель Кубка чемпионов КОНКАКАФ: 2000
- Финалист Кубка чемпионов КОНКАКАФ: 1997

«Ди Си Юнайтед»
- Победитель MLS (1): 2004

«Коламбус Крю»
- Победитель MLS: 2008
- Supporters’ Shield: 2008